# 광명망

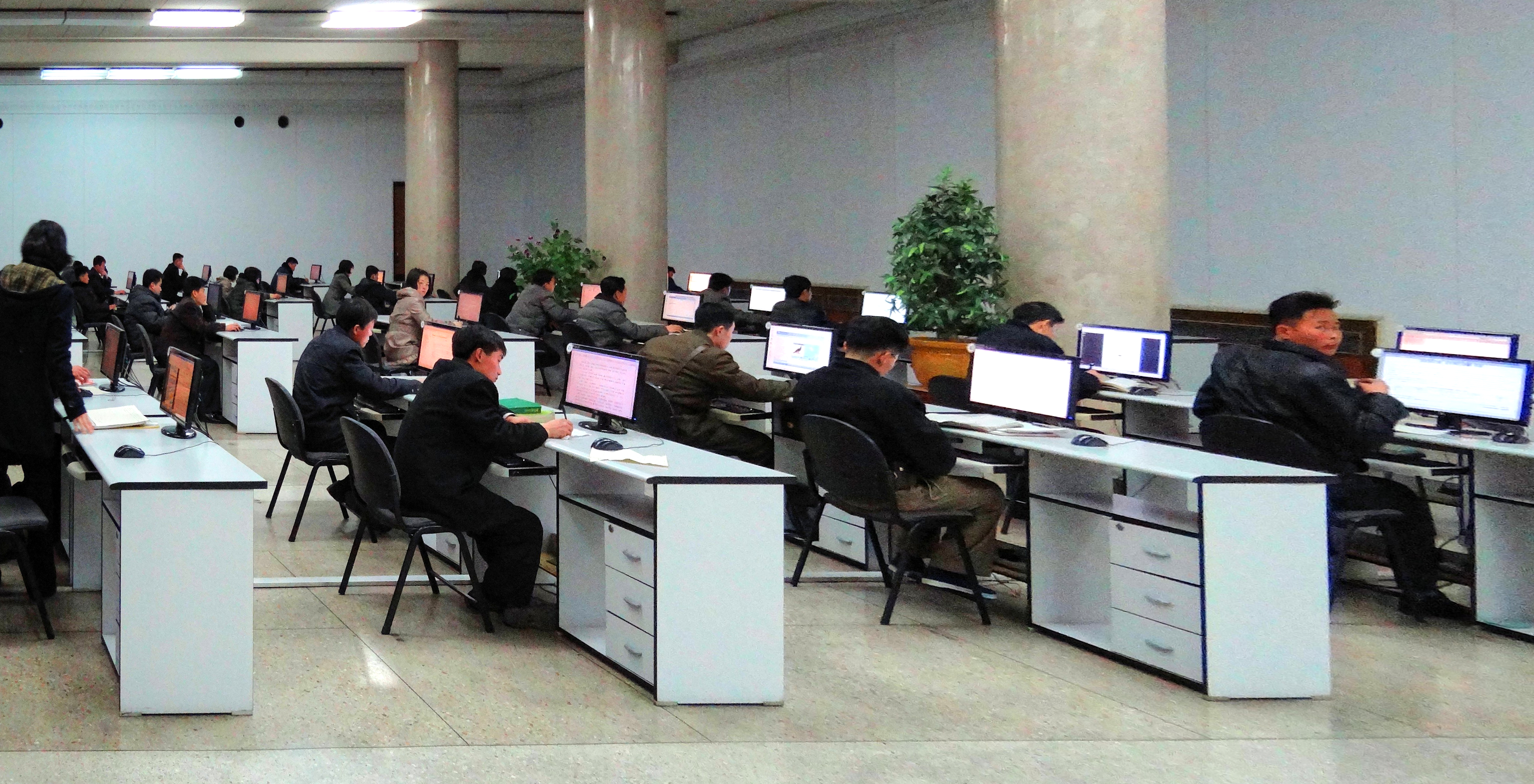
광명망을 이용할 수 있는 평양 인민대학습당의 컴퓨터실

광명망(光明網)은 2000년에 개장한 조선민주주의인민공화국의 클로즈드 플랫폼 방식의 전국적인 인트라넷 체계이다. 이 망을 통해 자료 전달 및 커뮤니티 활동 등을 한다. '광명망'을 통해 북한은 주요 연구 기관이나 교육기관, 언론, 기업 등 정부기관 웹사이트를 개설하고 각 지역의 주요 공공 기관들과 개인들이 이 서비스를 이용하도록 하고 있다. 광명망에 접속하면 북한의 유일한 포털 사이트 ‘광명’도 이용할 수 있다. 포털 사이트 광명의 주목적은 데이터베이스화돼 있는 과학기술 자료를 기업과 개인이 열람해 이용할 수 있도록 하기 위한 것이며, 조선중앙통신이나 로동신문 등 신문 방송 사이트도 링크돼 있다. 간단한 게임과 교육 정보도 이용할 수 있다.

## 개요
광명망 초기에는 방패망과 함께 동일한 통신망을 사용했으나, 2000년대 전국적인 광케이블 부설 공사가 마무리되면서 독자적인 인트라넷 망을 갖게 되었음을 알수가 있다.
2000년대 초반 기준으로 도 - 시 - 군까지 광케이블 공사가 부설이 완료가 되었고 특히 리 기준과 가정집에는 56Kbps 수준의 모뎀 통신망이 부설이 되어 있으나 2010년대 기준으로 도 - 시 - 군 - 면 - 리 기준으로 광케이블 부설 공사가 완료가 되었고 가정집에서는 ADSL 모뎀 통신망이 부설이 완료가 되어 8Mbps 수준의 데이터 속도를 자랑하고 있음을 알 수가 있다.
현재 광명망 서비스 중에서는 메일 서비스와 전자 게시판 서비스, 채팅 서비스, 온라인 게임 서비스를 추진을 하여 조선민주주의인민공화국 주민들에게 유흥을 즐기기 위한 서비스를 하고 있음을 알수가 있었고 한때는 자체로 게시할 수 있는 권한을 주었음을 알 수가 있었다.

## 북한판 플래시 몹 사건[3]
2006년 6월 평양의 국가안전보위부에서 광명망 관련 대책 회의가 열렸으며 발단은 조선컴퓨터센터 홈페이지인 내나라에 올라간 글 때문이었다.
이곳에서 주민이 평양에서 평양 체육관에서 네티즌의 체육 경기를 발기한다는 내용의 글을 올렸으며 이때 당일 평양 체육관에 무려 300여 명의 네티즌이 모였으며 비상사태가 났었다.
보위부는 이날 긴급 출동해 누리꾼들을 해산시키고 체육 경기를 무산시켰으며 보위부 요원은 광명망을 검열해 보고 깜짝 놀랐으며 조선민주주의인민공화국 당국의 의도와 다른 내용의 게시물도 적지 않았다.
이 사건을 계기로 북한의 광명망에서 채팅방이 모두 사라졌으며 또 당시 북한에 우후죽순처럼 생겨나던 PC방들도 모두 폐쇄되었고 평양과 그 이외의 지역에서는 ADSL 모뎀을 이용한 개인의 망 접촉도 2015년까지 금지되었다.

## 개인 가정의 이용
2008년 중순 조선민주주의인민공화국이 이집트의 오라스콤과 이동 통신 계약을 하게 되면서, 오라스콤이 광명망을 활용하며 디지털 이동통신망을 구축하고, 지방 지사를 연결해 관리하게 되었다.
또한, 오라스콤에서 휴대폰을 이용한 WAP 서비스를 제공하게 되면서, 북한 당국은 광명망을 개인이 이용하도록 할 수밖에 없게 되었으며 다만 광명망 내에 개설된 게시판에 글을 쓰게 되면, 홈페이지의 관리자나 감독 기관에서 글을 검열한 후에 게시하는 방식의 제한이 생기게 되었다.
또한 조선민주주의인민공화국 내에 스마트폰이 유입되고, 오라스콤에서 본격적으로 스마트폰 판매 서비스를 개시하면서, 광명망의 이용 규모는 이전과는 비교할 수 없을 정도로 성장하게 되었다.
2013년 3월 이후, 김정은이 아직은 개인들에게까지 광명망을 보급할 필요가 없다고 지시하여 개인 가정에 설치되어 있던 모든 광명망 접속선들이 철거되었다고 한다.
하지만 2015년 1월 들어서는 광명망의 개인 이용이 다시 허용되었다고 밝혔으며 특히 그래서 조선민주주의인민공화국은 가정집에도 ADSL 모뎀 사용을 다시 허용하였다.
아예 2017년 8월에는 김정은의 재가 하에 HSPA 모바일 인트라넷 서비스를 허용하여 HSPA USB Stick 판매를 허용하여 조선민주주의인민공화국 주민에게 판매를 하였으며 이를 고려링크에서 인트라넷 서비스 이용자로 개통을 하였다.

## 미래 공중 자료 무선 통신망 서비스
조선민주주의인민공화국이 스마트폰과 태블릿 PC로 일부 제한된 광명망에 접근을 할 수 있는 와이파이 서비스 미래를 개발했다.
이 미래망 서비스는 평양 시내 주요 부분만 개통이 되었던 것으로 추정을 할 수 있고 차후에 평양 외곽까지 기지국을 부설하겠다는 입장을 만경대 해양 기술 교류사 연구진이 밝혔다.
그리하여 1,300여개 기관은 물론 아예 추가로 개통된 사이트까지 합쳐서 미래망 서비스는 물론 70Mbps 수준의 데이터 속도를 자랑하고 있으며 현재 미래망 서비스는 데이터 가격을 책정하고 있으며 특히 유료 서비스로 추진을 하고 있다.
스마트폰으로 목란비디오로 들어가서 안드로이드에 설치해 위의 영화를 볼 수 있도록 전격적으로 허용을 하였으며 이를 파격적인 조치를 취하였고 역시 대한민국 영화나 혹은 미국 영화 상영은 애니메이션을 뺀 나머지 금지 조치가 내려져 볼수가 없다.
더군다나 나의 길동무 앱 스토어를 통하여 현재 조선민주주의인민공화국의 금지되었던 외국 도서들까지 대부분 허용하여 구매할 시 구독할 수 있는 자유까지 주었고 이를 김흥광 대표가 밝혔다.
현재는 조선민주주의인민공화국은 모바일 FPS 게임이 유명하여 스마트폰으로 다운로드 받아서 게임을 즐기고 있음을 알수가 있다는 것이고 특히 카운터 스트라이크와 같은 게임을 즐기고 있다.

## 실제 광명망에 존재하는 인트라넷 사이트 종류[14][15][16][17][18]
- 만물상(전자 쇼핑 사이트)
- 옥류(전자 쇼핑 사이트)
- 은파산(전자 쇼핑 사이트)
- 내나라 전자 백화점(전자 쇼핑 사이트)
- 락원 백화점(전자 쇼핑 사이트)
- 평양 제1백화점(전자 쇼핑 사이트)
- 상연(전자 쇼핑 사이트)
- 앞날(전자 쇼핑 사이트)
- 광흥(전자 쇼핑 사이트)
- 신기(전자 쇼핑 사이트)
- 실리(전자 쇼핑 사이트)
- 봄향기(전자 쇼핑 사이트)
- 자강력(전자 쇼핑 사이트)
- 참빛(전자 쇼핑 사이트)
- 전자공업성 직매점(전자 쇼핑 사이트)
- 전자제품 관리국(전자 쇼핑 사이트)
- 조선우표사(전자 쇼핑 사이트)
- 아리랑(전자 쇼핑 사이트)
- 기상정보(전자 쇼핑 사이트)
- 진달래(전자 쇼핑 사이트)
- 목란(전자 쇼핑 사이트)
- 울림(전자 쇼핑 사이트)
- 체콤 기술 합영 회사(인트라넷 서비스 이용자 및 이동 통신 서비스 이용자 사이트)
- 별(인트라넷 서비스 이용자 및 이동 통신 서비스 이용자 사이트)
- 룡남산(김일성 종합 대학)
- 교육(김일성 종합 대학)
- 정준택 원산 경제 대학(정준택 원산 경제 대학)
- 무병(김일성 종합 대학 평양 의학 대학)
- 원종장(평양 의학 대학 원격 교육 서비스)
- 리상(김책 공업 종합 대학 원격 교육 서비스)
- 지향(함흥 화학 공업 대학)
- 비약(김책 공업 종합 대학)
- 포부(평북 종합 대학 농업 대학)
- 기둥(청진 광산 금속 대학)
- 충복(장철구 평양 상업 종합 대학)
- 인재(한덕수 평양 경공업 종합 대학)
- 천왕봉(희천 공업 대학)
- 원산 농업 종합 대학(원산 농업 종합 대학)
- 평양 건축 종합 대학(평양 건축 종합 대학)
- 선정관(평양 철도 종합 대학)
- 모래(평양 기계 종합 대학)
- 장자산(강계 제1 사범 대학)
- 불길(평성 석탄 공업 대학)
- 국가 안전 보위부(전자 정부 사이트)
- 과학(국가 과학원)
- 신고(인민 보안부)
- 사회 문화부(전자 정부 사이트)
- 체신성(전자 정부 사이트)
- 법무생활(최고인민회의 상임위원회)
- 푸른산(전자 정부 사이트)
- 황금산(전자 정부 사이트)
- 북극성 보험 회사(국제 보험 사이트)
- 삼해 보험 회사(국제 보험 사이트)
- 미래 재보험 회사(국제 보험 사이트)
- 조선 민족 보험 총회사(국제 보험 사이트)
- 지평선(국제 보험 사이트)
- 체육 추첨 사이트(스포츠 토토 복권 사이트)
- 광야(인터넷 중앙 연구소)
- 장자강(자강도 전자 업무 연구소)
- 중앙 버섯 연구소(과학원 중앙 버섯 연구소)
- 실리 왁찐(평양 광명 정보 기술사)
- 생활의 벗(VOD 스트리밍 전문 사이트)
- 철벽(정보 보안 연구소)
- 더평양타임즈(종합 언론 매체)
- 조선중앙통신(종합 언론 매체)
- 로동신문(종합 언론 매체)[17]
- 청년전위(종합 언론 매체)[17]
- 민주조선(종합 언론 매체)[17]
- 평양신문(종합 언론 매체)[17]
- 남포신문(종합 언론 매체)[17]
- 개성신문(종합 언론 매체)[17]
- 평남일보(종합 언론 매체)[17]
- 평북일보(종합 언론 매체)[17]
- 함남일보(종합 언론 매체)[17]
- 함북일보(종합 언론 매체)[17]
- 자강일보(종합 언론 매체)[17]
- 양강일보(종합 언론 매체)[17]
- 강원일보(종합 언론 매체)[17]
- 황남일보(종합 언론 매체)[17]
- 황북일보(종합 언론 매체)[17]
- 구국전선(종합 언론 매체)[15]
- 민족통신(종합 언론 매체)[15]
- 조선신보(종합 언론 매체)[15]
- 공세(종합 언론 매체)
- 조선 체육(종합 스포츠 언론 매체)
- 체육 열풍(종합 스포츠 언론 매체)
- 국제 해사 감독국(전자 정부 사이트)
- 금융 정보국(전자 정부 사이트)
- 조선 관광(전자 정부 사이트)
- 룡남산 법률 사무소(전자 정부 사이트)
- 벗(북한판 페이스북 사이트)
- 주체(조선 사회 과학 협회)
- 미래를 위하여(조선 교육 후원 기금 사이트)
- 조선 요리(조선 요리 협회)
- 고려 항공(항공 회사 사이트)
- 조선 민족 보험 총회사(보험 사이트)
- 로인들을 위하여(조선 연로자 보호 연맹)
- 미래(김책 공업 종합 대학)
- 개척(과학 기술 성과 사이트)
- 이채 어경(해양 과학 정보 사이트)
- 류경 건설 설계 연구소(설계 연구소 사이트)
- 조선 영화(평양 국제 영화 축전)
- 불보라(삼흥 지적 자원 정보 기술 교류사)
- 희망(조선 장애자 보호 연맹 사이트)
- 평양 류경 식품(류경 식품 교류사)
- 조선의 무역(무역 전문 사이트)
- 탄소 무역(탄소 전문 사이트)
- 만방(조선 중앙 방송 위원회)
- 불로초(대중 버섯 편람 사이트)
- 해당 화관(해당화 교류사)
- 불멸의 꽃(조선 김일성화, 김정일화 총 위원회 사이트)
- 천리마(중앙 정보 통신국)
- 노동당 중앙위원회(전자 정부 사이트)
- 교육 위원회(전자 정부 사이트)
- 무역성(전자 정부 사이트)
- 조선 컴퓨터 센터(전자 정부 사이트)
- 평양 애육원(전자 정부 사이트)
- 중앙 위성 통신국(전자 정부 사이트)
- 연숭 컴퓨터 기술 봉사소(전자 정부 사이트)
- 푸른 주단(국가 과학원 잔디 연구 분원)
- 농업 과학원(전자 정부 사이트)
- 평양 택견(태권도 성지관)
- 은하 지도국 기술 준비소(전자 정부 사이트)
- 생물 분원(전자 정부 사이트)
- 평양성(평양 정보 기술국)
- 백두산(백두산 건축 연구원)
- 철도성 정보 기술 연구소(전자 정부 사이트)
- 장전(대동강 건재 공장)
- 천리마 타일 공장(천리마 타일 공장)
- 산림의 벗(산림 과학 기술 전문 사이트)
- 평북(평안북도 전자 업무 연구소)
- 류경 릉라 합영 식당(종합 식당 사이트)
- 창광 봉사 관리국(종합 식당 사이트)
- 새별 기술 교류사(새별 기술 교류사)
- 삼흥(삼흥 정보 기술 교류소)
- 대영(대영 정보 기술 교류소)
- 첨단(첨단 기술 봉사소)
- 5.21(국가 설계 지도국)
- 광명(중앙 과학 기술 통보사)
- 새세기(중앙 과학 기술 통보사)
- 과학 기술 전당(과학 기술 전당 사이트)
- 길동무(함경남도 과학 기술 통보소)
- 과학 기술 전자 전시관(3대 혁명 전시관)
- 발명(과학원 발명국)
- 품질(국가 품질 감독 위원회)
- 래일(국가 규격 감독 위원회)
- 남산(인민 대학습당)
- 아침(조선 과학 기술 총연맹 중앙 위원회)
- 해양(육해운성)
- 내나라(내나라 정보 센터)
- 정보 21(평양 정보 센터)
- 클락새(김일성 종합 대학 정보 센터)
- 한마음(오산덕 정보 센터)
- 북극성(국가망 정보 센터)
- 고려 의술(고려 의학 과학원)
- 릉라(릉라 프로그램 센터)
- 생명(의학 과학 정보 센터)
- 방역(발명국 비루스 감독부)
- 척후대(중앙 산업 미술 지도국)
- 나노 기술(국가 나노 기술국)
- 무술(체육 과학원)
- 혈통(만경대 혁명 학원)
- 오륜(체육 과학 도서관)
- 류경 오락장(인공 지능 연구소)
- 붉은별(붉은별 연구소)
- 창성군 도서관(평안북도 창성군 도서관)
- 불야경(자강도 도서관)
- 분발(함경북도 도서관)
- 려명(함경남도 도서관)
- 평안북도 도서관(평안북도 도서관)
- 라선시 도서관(라선시 도서관)
- 와우도(남포시 도서관)
- 룡강군 도서관(룡강군 도서관)
- 검은모루(황해북도 상원군 도서관)
- 만병초(장철구 평양 상업 종합 대학 도서관)
- 학무정(자강도 전천군 도서관)

## 같이 보기
- 조선민주주의인민공화국의 인터넷